# Teretrius facetus
Teretrius facetus är en skalbaggsart som först beskrevs av Lewis 1879.  Teretrius facetus ingår i släktet Teretrius och familjen stumpbaggar. Inga underarter finns listade i Catalogue of Life.